# Arthraerua leubnitziae
Arthraerua leubnitziae är en amarantväxtart som först beskrevs av Carl Ernst Otto Kuntze, och fick sitt nu gällande namn av Schinz. Arthraerua leubnitziae ingår i släktet Arthraerua och familjen amarantväxter. Inga underarter finns listade i Catalogue of Life.